# Poniaty
Poniaty [pɔˈɲatɨ] est un village polonais de la gmina de Perlejewo dans le powiat de Siemiatycze et dans la voïvodie de Podlachie. Il se situe à environ 6 kilomètres au nord de Perlejewo, à 30 kilomètres au nord-ouest de Siemiatycze et à 70 kilomètres au sud-ouest de Białystok. 